# Mekszikópuszta
Mekszikópuszta egy madártanilag igen értékes és aktívan kutatott terület Magyarország északnyugati csücskében, Fertőújlak közvetlen közelében, ami Sarród község településrésze.

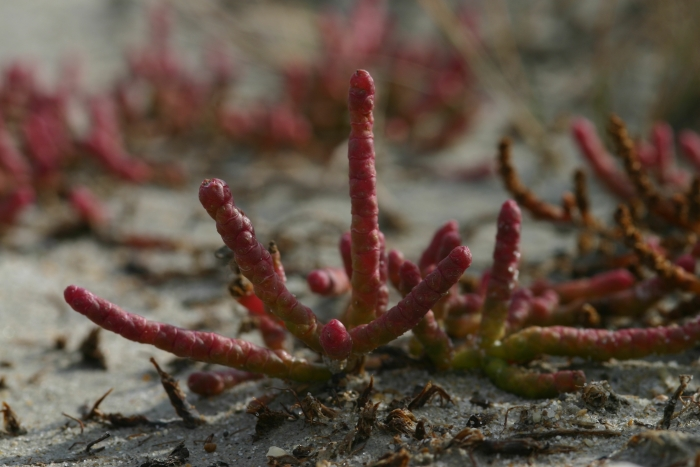
Sziksófű

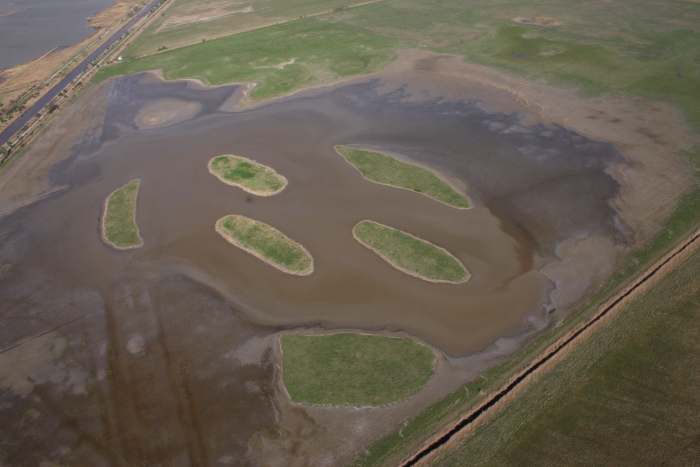
Nyéki szállás

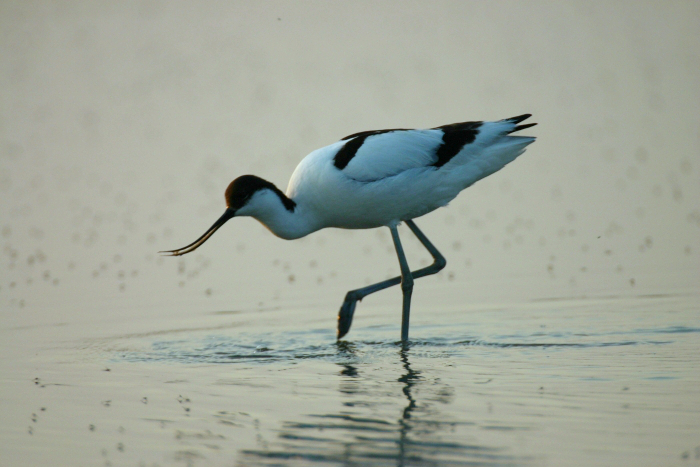
Gulipán

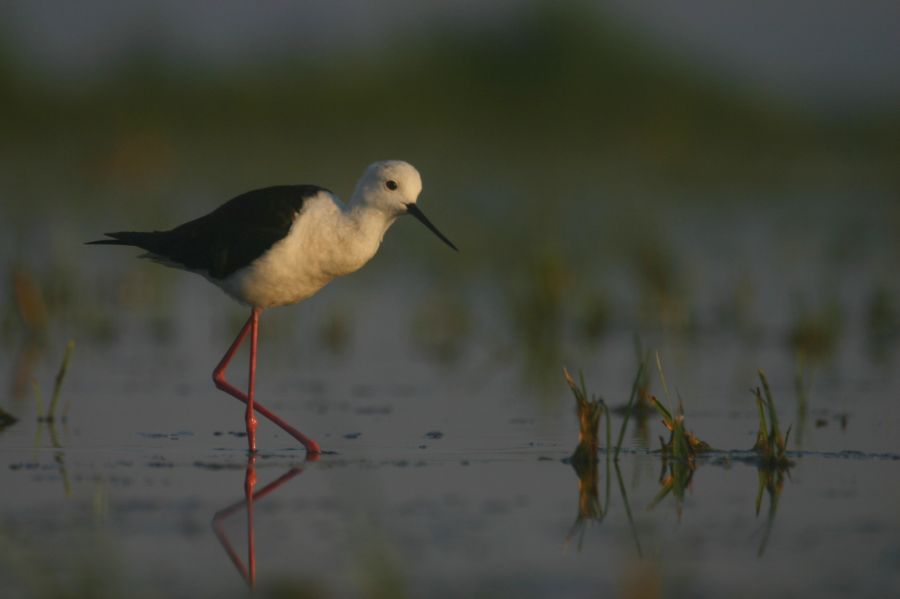
Gólyatöcs

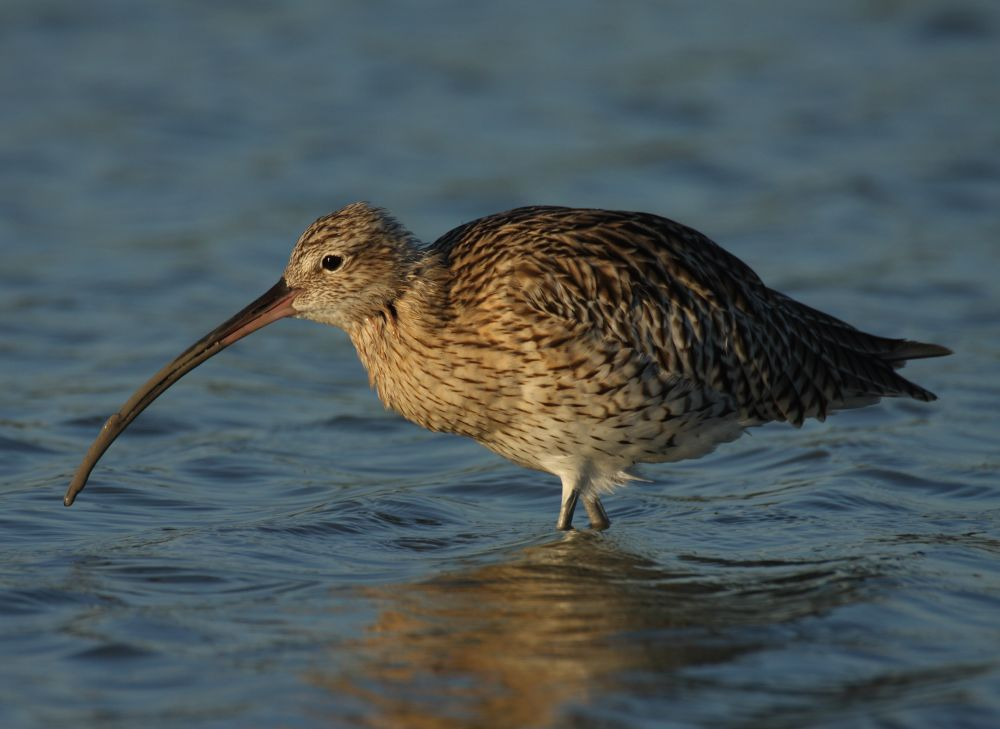
Nagy póling

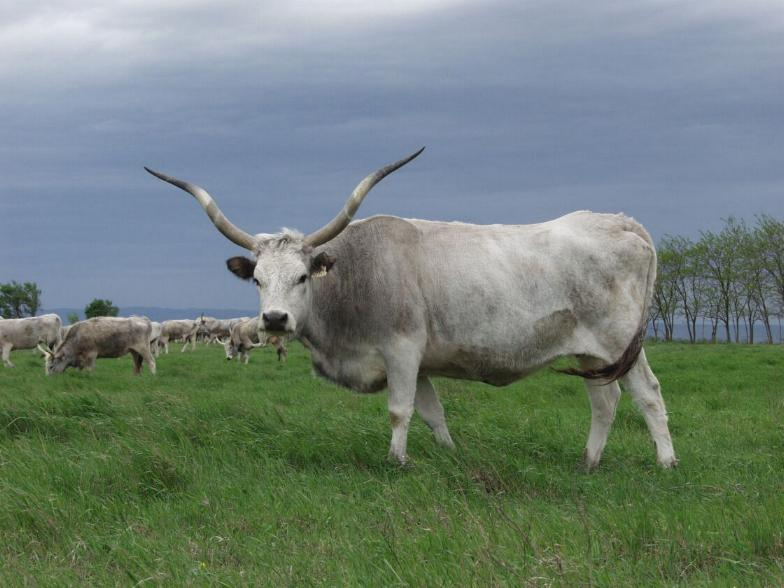
Magyar szürke szarvasmarha

## Fekvése
Magyarország nyugati határa mellett, a Kisalföld nyugati részén, Bécstől 90, Budapesttől 200 kilométerre található, a Fertő-tó délkeleti részén. Három oldalról (kivéve a déli irányt) a magyar–osztrák államhatár keríti, ennek zsákszerű kiöblösödésében fekszik. 1976 óta a hivatalos neve Fertőújlak, de a környékbeli lakosság számára ma is csak „Mekszikó”. A nevet a Bécsből származó, 1864-ben mexikói császárrá koronázott Habsburg Ferdinánd Miksa főhercegre emlékezve adta az akkori tulajdonos, a sarródi Esterházy család.

### Megközelítése
Ma csak közúton érhető el, a tőle délre fekvő Sarród központján keresztül, a 85-ös főútból Fertőszentmiklósnál kiágazó 8521-es úton. Érinti a Fertő-tavi kerékpárút is, amely északkeleten Pomoggyal, déli irányban Fertőddel köti össze közvetlenül.

## Jellemzői
Észak felől Ausztria, a mosonbánfalvi (Apetlon) határba eső Neudegg határolja, amely az ausztriai Neusiedler See – Seewinkel Nemzeti Park része. Nyugatról maga a Fertő, melynek nádas övét ma az úgynevezett Körgát határolja itt, mivel a terület mély fekvése miatt a víz rendszeresen elöntené. Az 1911-ben elkészült Körgát létesítésének célja a 20. század elején az általa ármentesített terület művelhetővé tétele volt, azonban a szoloncsák szikes talaj miatt a terület szántóföldi művelésre nem bizonyult alkalmasnak. Az 1980-as évekig az itteni szikes gyepeket szarvasmarhával legeltette a helyi termelőszövetkezet, majd a rendszerváltás és a Nemzeti Park megalakulása után a szürkemarha és a rackajuh génmegőrzési centruma lett. Az állomány ma a természetvédelmi kezelés (legeltetés) céljait szolgálja.
A mekszikópusztai szikesek a Fertő–Hanság Nemzeti Park védett területén, nagyobbrészt fokozottan védett területen fekszenek. Teljes kiterjedésük Natura 2000-es, a Ramsari egyezmény által védett terület, emellett MAB Bioszféra-rezervátum és világörökségi terület is.

## Vizesélőhely-rekonstrukció
A terület XX. század elején történt kiszárítását követően csak jelentősebb csapadékhullás alkalmával, rendszerint hóolvadás után volt ideiglenes, sekély vízborítás. Az egykori szikes mocsár és a tó közötti vízmozgást a Körgát megakadályozta. A Fertő-tavi Nemzeti Park megalakulásakor készültek el az első tervek a szikesek vízutánpótlására. 1990-től megvalósult a terv első része, áraszthatóvá vált a "Nyéki szállás" és a "Paprét" nevű területrész a Hansági főcsatorna jobb partján. A bal parti "Borsodi-dűlő" és "Cikes" biztonságos áraszthatóvá tételére 1998-ban került sor.
A tómeder vízszintjének állandósítását követően gyors elnádasodás zajlott le, így a partmenti, időszakosan vízzel borított szikes gyepeket és az elárasztásokat ma széles nádöv választja el a viszonylag mély vízű öblözetektől. Közvetett kapcsolatot csak az elárasztást biztosító Hanság-főcsatorna jelent, amelyből szikes tóvíz származik.

## Madárvilág
A mekszikópusztai elárasztások sekély, szikes vízfelülete sok vízimadárfaj számára biztosít alkalmas fészkelő, táplálkozó és pihenőhelyet. A fészkelő fajok közül elsősorban a szikesekhez kötődő fajok jelentősek. A gulipán a hazai szikesek jellemző fészkelője, mintegy 200 páros állománya költ a közeli Fertőzug (Seewinkel) sekély szikes tavacskái (Lacke) mellett. Mekszikópusztán 5-25 pár telepszik meg kisebb szigeteken. Hasonló helyeken épít fészket a gólyatöcs, de ez kevésbé ragaszkodik a kopár szigetekhez. Azokban az években, amikor nagy területű, növényzettől mentes szikes tófenék alakul ki, költhet a széki lile is, de megtelepedése rendszertelen, csak ritkán talál megfelelő kötőhelyet. Állománya a fertőzugi populáció perem-állományának számít.
A magasabban fekvő szigeteken dankasirályok költenek, szerecsensirályokkal közös telepben. A szerecsensirályok állománya erősen ingadozó, de növekvő tendenciát mutat. A költőtelepbe rendszeresen belefészkel néhány pár üstökösréce, kendermagos réce, barátréce és cigányréce is. A tó nádasaiban fészkelő nyári lúd állomány nagyobb része a sekély vízzel borított szikes gyepeken és azok környékén neveli fiókáit. Az utóbbi néhány évben rendszertelenül költ a bütykös ásólúd, amely a hazai madárfauna újonnan megtelepedett fészkelője. A gyepnek azon a részén, ahol már nincsen összefüggő tartós vízborítás rendszeresen fészkel néhány pár piroslábú cankó és nagy goda, és sokfelé költ a bíbic.
Az itt nem fészkelő fajok közül néhány a nádasból rendszeresen ide jár táplálkozni. Elsősorban a gém-félék, mint a nagy kócsag, a szürke gém és a kanalasgém kisebb-nagyobb csapatai és a vörös gém néhány egyede figyelhető meg rendszeresen. A nádasban költő barna rétihéják rendszeresen itt vadásznak. Egyes récefajok, mint a hazánkban csak nagyon ritkán fészkelő csörgő réce tömegesen nyaralnak át itt.
A tavaszi és az őszi madárvonulási időszakban szinte minden Kárpát-medencében előforduló vízimadár-faj megjelenhet. A rendszeresen átvonuló fajok közül vonulásuk csúcsidőszakában tízezres nagyságrendet is elérhet a nyári lúd, a nagy lilik, a vetési lúd, az úszórécék közül a csörgő réce és a tőkés réce mennyisége. Ezt megközelítheti a pajzsos cankó és a bíbic.
A mekszikópusztai szikeseken eddig mintegy 300 madárfajt regisztráltak, Magyarországon csak itt folyik rendszeres vízimadárgyűrűzés. Ennek eredményeként a jelölt madarak közül többek között a csörgő réce, a kis lile, a réti cankó, a sárszalonka és a havasi partfutó Kárpát-medencében zajló vonulásáról származó adatok jelentősek, és eddig[mikor?] itt gyűrűzték az összes vándor partfutót Magyarországon. Számos ritkaságnak számító madarat is megfigyeltek már itt, pl. első alkalommal a ázsiai pettyeslilét és a kékbegy Észak-Európában honos alfaját. A sarki csér hazai előfordulásainak fele innen ismert. Érdekesség a Baird-partfutó és a Bonaparte-partfutó előfordulása is.

## Természetvédelmi kezelés
A szikes élőhely-rekonstrukció árasztására ősszel kerül sor, Fertő vízzel, a Hansági-főcsatornán át. A vízborítás a következő nyár folyamán a párolgás következtében folyamatosan csökken. A fészkelési időszak után kerül sor az ekkor már száraz gyep kaszálására, majd nyár végén a sarjú legeltetésére rackával, vagy szürkemarhával. Ennek célja az elnádasodás megakadályozása. Az el nem árasztott gyepek legeltetése a szokott módon történik.
A fészkelő szigetek kaszálása telente történik, kézi eszközökkel.

## A település az irodalomban
Mekszikópuszta érintőlegesen említésre kerül Szamos Rudolf Kántor nyomoz című bűnügyi regényében: a legendás nyomozókutya életét bemutató kötet egyik bűnöző (embercsempész) szereplője itt szöktette át Ausztriába a nyugatra vágyó magyar megrendelőit (állítása szerint fejenként 700 osztrák schillingért), míg végül a negyedik visszatérése után, Kántor segítségével sikerült elfogniuk a nyomozóknak, a vépi vasútállomáson.